# Stazione di Kemigawahama
La stazione di Kemigawahama (検見川浜駅?, Kemigawahama-eki) è una stazione ferroviaria situata nel quartiere di Mihama-ku, a Chiba, città della prefettura omonima, in Giappone. La stazione è servita dalla linea Keiyō della JR East.

## Linee
East Japan Railway Company
■ Linea Keiyō

## Struttura
La stazione è dotata di due marciapiedi laterali con due binari passanti su viadotto.
| 1 | ■ Linea Keiyō | per Soga, Shimousa-Ichinomiya e Kisarazu         |
| 2 | ■ Linea Keiyō | per Minami-Funabashi, Maihama, Shin-Kiba e Tokyo |

## Stazioni adiacenti
| «                             | Servizio      | »            |
| Linea Keiyō                   | Linea Keiyō   | Linea Keiyō  |
| ----------------------------- | ------------- | ------------ |
| Kaihin-Makuhari               | Locale Rapido | Inage-Kaigan |
| Il Rapido Pendolari non ferma |               |              |